# Erebia caecilia
Erebia caecilia är en fjärilsart som beskrevs av Jacob Hübner 1803. Erebia caecilia ingår i släktet Erebia och familjen praktfjärilar. Inga underarter finns listade i Catalogue of Life.